# Bajzát Péter
Bajzát Péter (Eger, 1981. június 22. –) magyar labdarúgó, csatár, a magyar élvonal kétszeres gólkirálya. 2020-tól a Budakalászi MSE játékosa.

## Pályafutása
Profi pályafutását elég korán, már 15 évesen kezdte az Egri FC felnőtt csapatában. Hamar felfigyelt rá a Debreceni VSC csapata, ahol állandó csapattag lett. 1999. február 28-án mutatkozott be az NB I-ben (BVSC–DVSC 0–1). A Debrecenben eltöltött hat szezon alatt kétszer (1999-ben és 2001-ben) is magasba emelhette a Magyar Kupát. Aktív pályafutása mellett egyetemi tanulmányait levelezőn Debrecenben és Szombathelyen végezte.
Ezt követően légiósnak állt a német Bundesliga II-ben szereplő Oberhausen gárdájánál, ahol azonban kevés játéklehetőséget kapott, és a játék sem ment neki. A rövid kitérő után hazatért, és a Győri ETO-hoz igazolt. A zöld-fehér gárdánál alapember volt, sok gólt szerzett, a 2006–2007-es (18 gól) és a 2008–2009-es szezonban (20 gól) ő volt az NB I gólkirálya.
A 2009-2010-es idényben Bajzát őszi szezonja nem a legjobban sikerült. A Rába-parti egyesületnél nem igazán számoltak vele, és sérülés is hátráltatta, így mindössze egy bajnoki találkozón szerepelt. Egyszer pályára lépett az ETO második csapatában az NB II Nyugati csoportjában is, valamint két Magyar Kupa találkozón, ahol két gólt szerzett.
2010. január 12-től fél évig kölcsönben a Diósgyőri VTK játékosa volt. 2010 nyarán a másodosztályú Nyíregyháza Spartacus FC szerződtette. 2011 nyarán, az NB II Keleti csoport gólkirályként igazolt az újonc Pécsi Mecsek FC csapatába.
2011. november 26-án a Vasas SC elleni mérkőzésen öt gólt jegyzett, a Nemzeti Sporttól a legjobb, 10-es osztályzatot kapta.
A 2013-as szezont újra a Nyíregyháza Spartacus FC csapatánál kezdte, ahol a 2013–2014-es szezon végén bajnoki és gólkirályi címet szerzett az NBII-ben.
2015 januárjában a Mezőkövesd csapatához írt alá.
2016 januárjában a Soroksár SC játékosa lett. A 2016–2017-es szezonban Soroksáron 22 bajnoki találkozón öt gólt szerzett az NB II-ben. 2017 nyarán visszatért a Nyíregyháza Spartacushoz.
2018 májusában bejelentette, hogy a 2017-2018-as szezon végén befejezi pályafutását.

## Sikerei, díjai

### Klubcsapatokkal
- Debreceni VSC:
  - Magyar Kupa-győztes: 1999, 2001
- Győri ETO FC:
  - Magyar bajnoki bronzérmes: 2007, 2010
  - Magyar Kupa-döntős: 2009

### Egyéni
- Magyar gólkirály: 2007, 2009
- A magyar másodosztályú bajnokság gólkirálya: 2011, 2014